# Disc Room
Disc Room is een computerspel ontwikkeld door computerspelontwikkelaars Kitty Calis, Jan Willem Nijman, Terri Vellmann en Doseone. Het spel werd uitgegeven door Devolver Digital en kwam op 22 oktober 2020 uit voor Windows, Mac, Linux en Nintendo Switch.

## Spel
Disc Room is een snel actiespel dat zich afspeelt aan boord van een ruimteschip in een baan rond Jupiter. De speler bestuurt een wetenschapper die kamers vol dodelijke, ronddraaiende cirkelzagen moet doorkruisen. Het doel is om te overleven en in elke kamer specifieke doelen te bereiken. Het spel omvat meer dan honderd kamers, die de speler in willekeurige volgorde kan verkennen. Naarmate de speler vordert, worden nieuwe soorten cirkelzagen geïntroduceerd, wat de moeilijkheidsgraad verhoogt.
Een belangrijk aspect van het spelontwerp van Disc Room is de onconventionele benadering van "dood" binnen de gameplay. Doodgaan is niet slechts falen, maar maakt integraal deel uit van de spelvoortgang. Spelers moeten vaak bewust sterven om nieuwe vaardigheden te ontgrendelen of toegang te krijgen tot nieuwe gebieden.

## Spelontwikkeling
De makers van het spel, Terri Vellmann, Doseone, Jan Willem Nijman en Kitty Calis, wilden een spel maken dat zelfs door iemand met beperkte programmeerkennis kon worden ontwikkeld. Het kernconcept bood een flexibel raamwerk om een diepgaande spelervaring te creëren. De ontwikkelaars lieten zich inspireren door klassieke sciencefictionfilms zoals Logan's Run, Cube en 2001: A Space Odyssey.
Een prototype van het spel bevatte willekeurig gegenereerde cirkelzagen. Dit leidde echter tot onvoorspelbare moeilijkheidspieken en maakte scores minder afhankelijk van vaardigheid. In plaats van willekeurig gegenereerde levels kozen ze daarom later voor handgemaakte levels met zorgvuldig geplaatste cirkelzagen om de moeilijkheidsgraad te beheersen en specifieke uitdagingen te creëren.
Een eerdere versie van Disc Room werd oorspronkelijk uitgebracht in 2016 als een Humble Original, een serie experimentele games die speciaal ontwikkeld werden voor abonnees van Humble Monthly. Humble Bundle benaderde Kitty Calis en Jan Willem Nijman om het spel te maken. Deze versie van het spel was exclusief verkrijgbaar via de Humble Monthly Bundle van augustus 2016. Het spelconcept onderging verdere ontwikkeling, wat leidde tot een nieuwe, uitgebreidere versie die werd uitgebracht in oktober 2020.
De ontwikkelaars besteedden veel aandacht aan toegankelijkheidsopties, waardoor spelers hun ervaring kunnen personaliseren. Disc Room biedt aanpasbare moeilijkheidsgraden, inclusief instelbare spelsnelheid en gedetailleerde opties om de snelheid van individuele gevaren aan te passen. Visuele elementen zoals bloed- en beeldschermeffecten kunnen ook worden aangepast naar de voorkeur van de speler.
De muziek en geluidseffecten voor het spel werden gecomponeerd door Doseone, mede-oprichter van hiphoplabel Anticon en bekend van zijn werk aan soundtracks voor spellen als Gang Beasts, Enter the Gungeon en Samurai Gunn.

## Ontvangst
Disc Room werd over het algemeen positief ontvangen door critici. De gameplay, verscheidenheid aan levels en de toegankelijkheid van de moeilijkheidsgraad werden gewaardeerd, wat het spel geschikt maakt voor diverse spelers. Ook de minimalistische kunststijl, het verhaal, de soundtrack en de algehele presentatie kregen positieve reacties. Enkele recensenten vonden echter dat het spel repetitief was en een relatief korte speelduur had. Daarnaast werden er enkele technische problemen waargenomen.

### Erkenning
Het spel werd genomineerd voor de "Excellence in Design"-prijs van het Independent Games Festival. Bij de Dutch Game Awards 2021 werd Disc Room genomineerd voor voor "Best Audio" en "Best Game Design".